# قيقب مونبلييه
قيقب مونبلييه نوع نباتي ينتمي إلى جنس القيقب من الفصيلة الصابونية.